# Tavernier (motorfiets)
Tavernier is een historisch merk van motorfietsen uit Frankrijk. In het Atéliers Tavernier in Parijs werden van 1921 tot 1923 motorfietsen gebouwd met Zürcher-, JAP- en Blackburne-blokken van 175- tot 500 cc.